# Franz Breid
Franz Breid (* 3. August 1940 in Münzkirchen) ist ein österreichischer römisch-katholischer Priester und Theologe.

## Leben
Breid besuchte nach der Matura 1960 am Bischöflichen Gymnasium Petrinum das Priesterseminar der Diözese Linz und wurde am 29. Juni 1966 zum Priester geweiht. An der Universität Graz promoviert er 1972 zum Dr. theol. mit einer Bibelstudie zur Sozialstruktur im Buch Jesus Sirach. 1986 folgte die Habilitation an der Grazer Universität. 1989 initiierte er die Internationale Theologische Sommerakademie in Aigen.
Nach Kooperatorposten in Frankenburg und Sarleinsbach wirkte Breid 21 Jahre als Pfarrer in Niederkappel und 10 Jahre in Höhnhart. Zwischen 2006 und 2017 bekleidete er in Hofkirchen im Mühlkreis das Pfarramt. Neben seiner Seelsorgstätigkeit war Breid zudem Universitäts-Dozent in Graz und Lehrbeauftragter an der Theologischen Fakultät Regensburg sowie an der Hochschule Heiligenkreuz. Seit 2017 ist er Kurat im Dekanat Sarleinsbach.

## Ehrungen und Auszeichnungen
- Prälat
- Ehrenkanonikus des Erzbistums Lemberg[4]
- Ehrenbürger von Niederkappel[5]

## Publikationen (Auswahl)
- Daten und Impulse zur Landpastoral. Ergebnisse der Dekanatsuntersuchung Sarleinsbach. Veritas-Verlag, Linz u. a. 1982, ISBN 3-85329-349-2.
- Landpastoral im Kontext der Entwurzelung. Veritas-Verlag, Linz u. a. 1984, ISBN 3-85329-410-3.
- als Herausgeber: Der Dienst von Priester und Laie. Wegweisung für das gemeinsame und hierarchische Priestertum an der Wende zum dritten Jahrtausend. Referate der „Theologischen Sommerakademie 1990“ des Linzer Priesterkreises in Aigen/M. Ennsthaler, Steyr 1991, ISBN 3-85068-333-8.
- als Herausgeber: Die letzten Dinge. Referate der „Internationalen Theologischen Sommerakademie 1992“ des Linzer Priesterkreises in Aigen/M. Ennsthaler, Steyr 1992, ISBN 3-85068-383-4.
- als Herausgeber: Buße – Umkehr, Formen der Vergebung. Referate der „Internationalen Theologischen Sommerakademie 1991“ des Linzer Priesterkreises in Aigen/M. Ennsthaler, Steyr 1992, ISBN 3-85068-354-0.
- als Herausgeber: Kirche und Wahrheit. Referate der „Internationalen Theologischen Sommerakademie 1993“ des Linzer Priesterkreises in Aigen/M. Ennsthaler, Steyr 1993, ISBN 3-85068-406-7.